# Harald Norpoth
Harald Norpoth, född 22 augusti 1942 i Münster, är en tysk före detta friidrottare.
Norpoth blev olympisk silvermedaljör på 5 000 meter vid sommarspelen 1964 i Tokyo.